# Nundinum
Der im römischen Reich verwendete Begriff Nūndinum (lateinisch Nūndinae, deutsch „neuntägig“) bezeichnet einen neuntägigen Zeitraum. Wegen der damals üblichen Inklusivzählung (erstes Stück wird mitgezählt) handelt es sich jedoch nur um einen acht Tage langen Zeitraum.
Mit Nundinae wurden ebenso die Markttage bezeichnet, die in die römische Achttagewoche eingebettet waren.

## Nundinae als Feriae

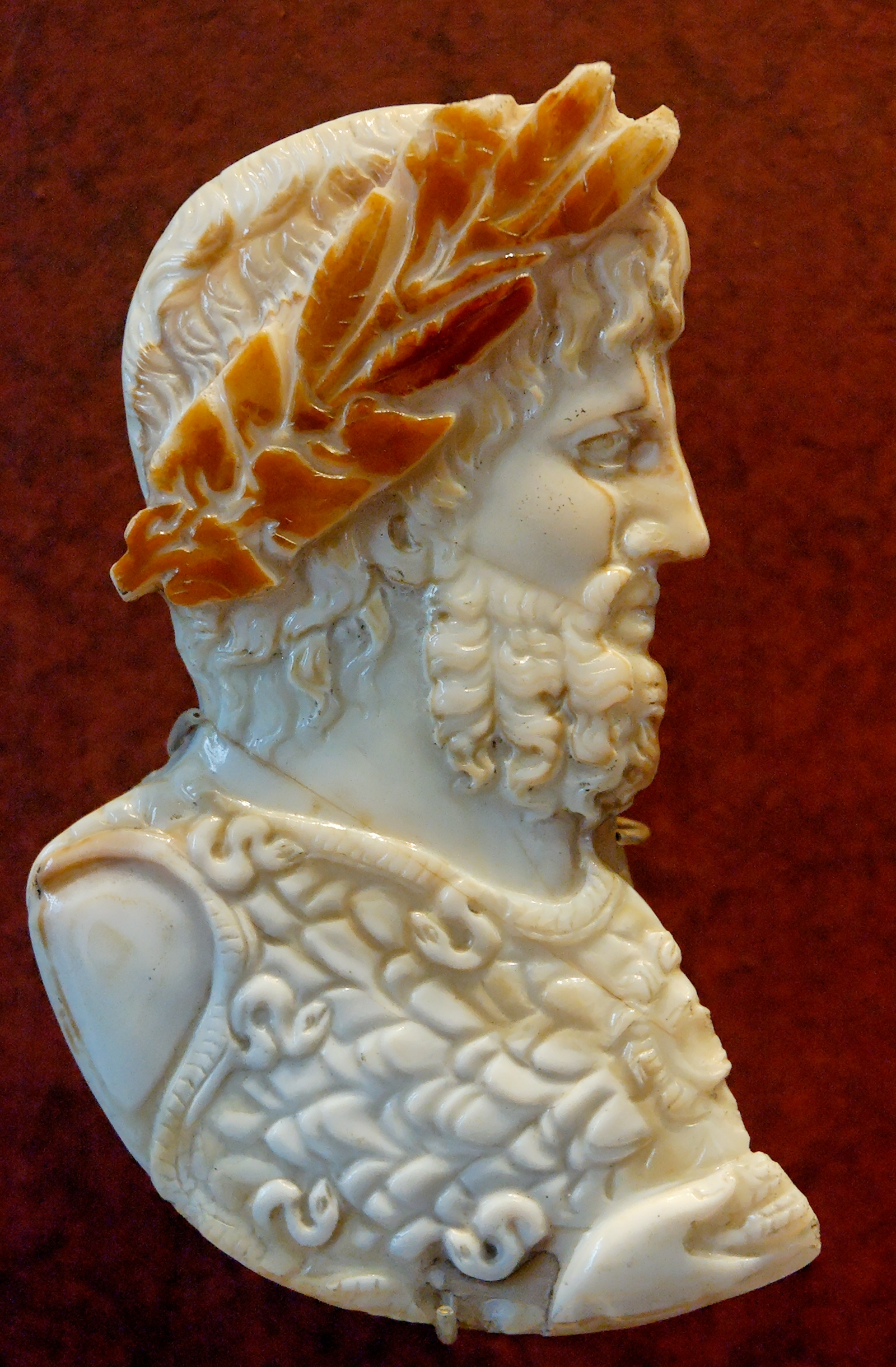
Jupiter (römische Kamee)

Im römischen Kalender wurden die Nundinae mit den vier festen Tagen des Monats, Kalenden, Nonen, Iden und Tubilustrium, verbunden, die in ihrer Kalenderfunktion zusätzlich der Doppelzählung unterliegen konnten. Insofern war für vier Kalender-Nundinae eine Bandbreite von 28 bis 31 Tagen möglich. Die Nundinae begannen an einem der vier festen Kalendertage immer am Mittag.
Ab 287 v. Chr. besaßen die Nundinae aufgrund der Lex Hortensia Feriae-Charakter und führten in der späteren römischen Republik als Fas-Tage ein Versammlungsverbot. Der römische Historiker und Antiquar Granius Licinianus nahm in seinen Schriften an, die er im 2. Jahrhundert n. Chr. verfasste, dass die Nundinae zugleich Jupiter-Opfertage waren (feriae Iovis). Iulius Modestus, ein lateinischer Grammatiker des frühen 1. Jahrhunderts n. Chr., ergänzte hierzu, dass die Pontifices die Nundinae nicht als Feriae ansahen. Es ist jedoch belegt, dass der Gott Jupiter an den Nundinae Opfergaben seitens der Flaminica in der Regia erhielt.

## Nundinae und der Nundinalzyklus

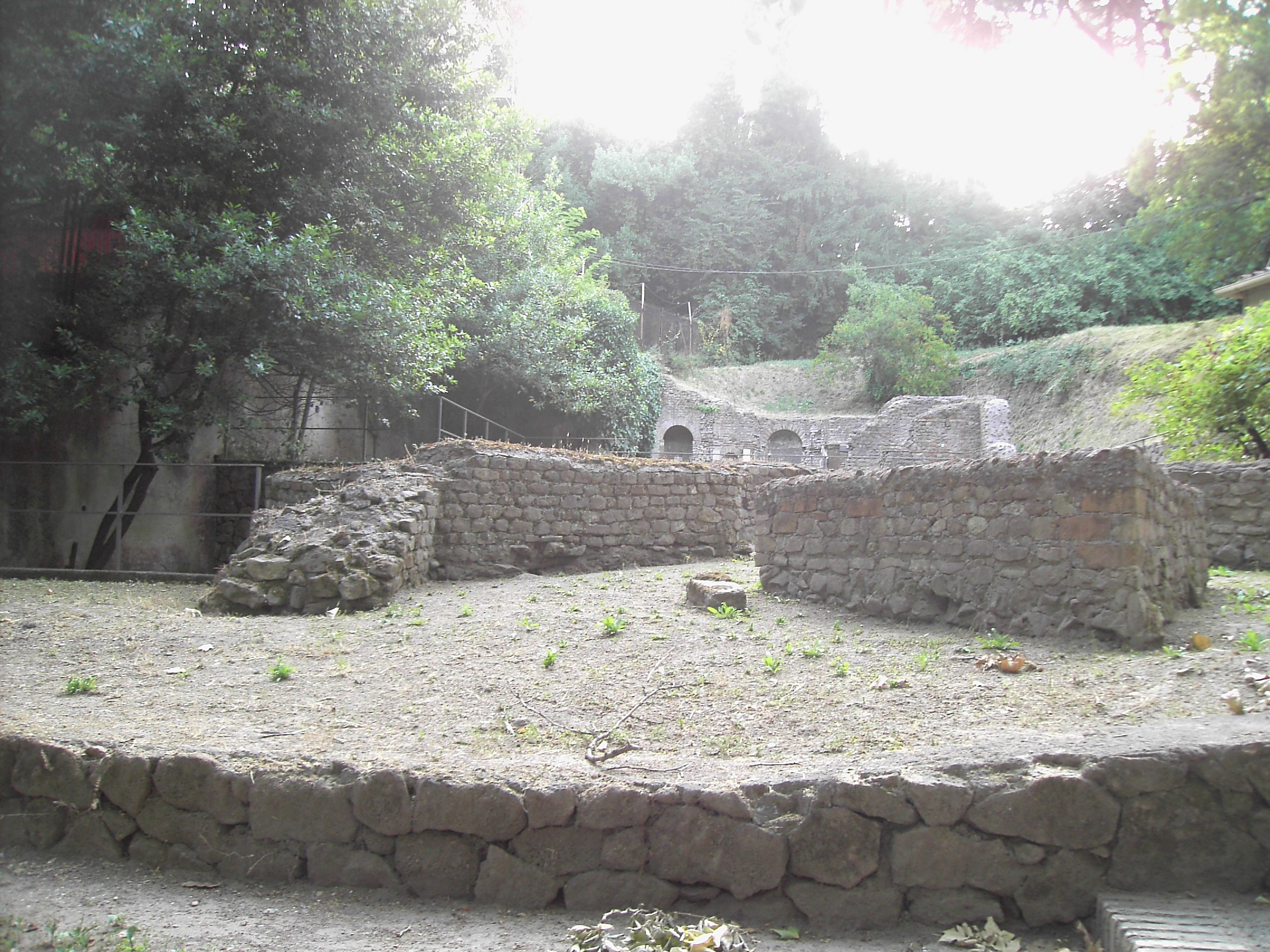
Reste eines römischen Isis-Tempels

Der um 254 v. Chr. geborene Komödiendichter Plautus verband die Nundinae mit einem besonderen Status, da an diesen Tagen ein Koch mit besonderen Kenntnissen aufwändige Speisen zubereitete. Varro weiß zudem, dass an den Nundinae kein Schulunterricht stattfand und „man sich den Bart rasierte“. Dagegen fehlen in der späteren Zeit Belege für die besondere Rolle der Nundinae. Nähere Untersuchungen legen nahe, dass sich der besondere Charakter der Nundinae auf den Nundinalzyklus bezog.
Das Zusammentreffen von Nundinae-Markttagen mit den vier Orientierungstagen des römischen Kalenders ist erstmals am Ende der römischen Republik belegt. Ähnliche Konstellationen sind auch für Feriae-Tage festzustellen, wobei einige dieser Feriae-Tage ihren Festcharakter behielten, aber dennoch die Abhaltung des Markttages nicht verhinderten, wie die Einträge in den Fasti Amiterni für den 15. und 19. Juli als NP-Tage belegen. Nur sehr wichtige Anlässe begründeten eine Verschiebung der Markttage. Das entscheidende Kriterium für die Entscheidung einer Verlegung von Markttagen unterlag keinen religiösen Motiven, sondern richtete sich zumeist nach der Art des Festes, dessen ungehinderte Ausrichtung mit der Verschiebung Rechnung getragen werden sollte. Macrobius bezieht sich auf eine weitere Grundlage, die für eine Verlegung des Markttages im Jahr 78 v. Chr. verantwortlich war:

„Es kommt häufig vor, dass die Nundinae auf den ersten Tag des Jahres oder die Nonen fallen. Zwei Umstände, die als Omen besonders negativ für die römische Republik angesehen wurden. Um ein Zusammentreffen mit den Märkten zu verhindern, war das Abhalten des Markttages zu verschieben.“

Cassius Dio beschrieb für das Jahr 44 n. Chr. nur beiläufig die Verlegung des Markttages aufgrund vom Zusammentreffen mit einem anderen wichtigen Festtag, da derartige Verlegungen „auch sonst schon oft geschahen“. Dagegen ist von Cassius Dio für das Jahr 52 v. Chr. die Abhaltung des Markttages an einem Neujahrstag dokumentiert, der nur aufgrund günstiger Vorzeichen nicht verschoben wurde:

„So geschah denn nichts mehr in gehöriger Ordnung. Der Markt wurde diesmal am ersten Ianuarius gehalten. Weil man dies nicht für Zufall, sondern als Vorbedeutung hielt, beängstigte es die Römer weniger, als dass eine Eule in der Stadt gesehen ward...Auch war, meines Erachtens, der im vorigen Jahr gegen Ablauf desselben über den Serapis und der Isis gefasste Beschluss als nicht geringere Vorbedeutung anzusehen. Denn ihre auf Kosten Einzelner erbauten Tempel mussten auf Befehl des Senates niedergerissen werden...und auch, als ihre öffentliche Verehrung endlich durchgesetzt ward, durften ihre Tempel doch nur außerhalb der Stadtmauer errichtet werden.“

## Ablösung des Nundinalzyklus durch die 7-Tage-Woche
Wann der Nundinalzyklus im täglichen Leben in Rom bzw. im römischen Herrschaftsbereich der Sieben-Tage-Woche wich, ist im Einzelnen unklar. Auf inschriftlichen Kalendern der augusteischen Zeit findet sich neben dem Nundinalzyklus auch eine siebentägige Planetenwoche. In einer Elegie des Tibull  († 19/18 v. Chr.) findet sich ein Hinweis auf den „heiligen Tag des Saturn“, an dem man angeblich nicht reisen dürfe. Hier zeigt sich eine Beeinflussung durch den jüdischen Schabbat. Bis zum Ende des 1. Jahrhunderts n. Chr. setzte sich die Sieben-Tage-Woche weitgehend durch, wobei auch das zunehmende Interesse an Astrologie eine Rolle spielte. Rechtlich kann die Verbindlichkeit der Sieben-Tage-Woche erst mit Kaiser Konstantin ab 321 n. Chr. in der Gesetzgebung zur Arbeits- und Gerichtstagsfreiheit des Sonntags festgemacht werden.